# Adolf Norendin
Adolf Norendin (* 13. Jahrhundert; † 1283) war Domdechant und von 1263 bis 1283 Domherr in Münster.

## Leben
Adolf Norendin entstammte der westfälischen Familie Norendin, die ihren Ursprung in dem Geschlecht der Edelherren von Dülmen hatte. Er war der Neffe des Domherrn Thietmar Norendin und findet erstmals am 7. Januar 1263 als münsterischer Domherr urkundliche Erwähnung. 
Im August 1271 wurde er Vizedominus. In dieser Funktion oblag ihm die Vertretung des Landesherrn. Er blieb bis zur vorübergehenden Ablösung durch Dietrich von Dorneburg im Jahre 1273 im Amt. Als dieser 1276 die Domküsterei übernahm, übte Adolf das Amt des Vizedominus wieder bis zu seinem Tode im Jahre 1283 aus.
Er war im Besitze des Archidiakonats Nordkirchen.